# Le Sacrifice à Pan
Le Sacrifice à Pan (en espagnol : El Sacrificio a Pan) est une peinture réalisée par Francisco de Goya en 1771 durant son séjour à Rome.

## Contexte de l'œuvre
L'authenticité de l’œuvre est débattue. Il pourrait s'agir d'une des toiles que Francisco de Goya peignit à Rome de façon rapide pour gagner sa vie. 
Notamment, la toile a été agrandie pour atteindre les mêmes dimensions que sacrifice à Vesta, qui est généralement présentée comme son pendant.

## Description du tableau
L’œuvre dépeint Pan — ou peut-être Priape. Le premier est le dieu de la fertilité masculine, le second celui de la fertilité de la terre. Devant une statue du demi-dieu, une religieuse porte une coupelle en or vers la statue du demi-dieu dont elle est séparée par un autel sur lequel sont disposés des récipients. À ses pieds une demoiselle, de dos, manipule d'autres récipients et du vin.